# 清水塘街道 (长沙市)
清水塘街道，是中华人民共和国湖南省长沙市开福区下辖的一个乡镇级行政单位。

## 行政区划
清水塘街道下辖以下地区：
清水塘路社区、芙蓉路社区、迎宾路社区、展览馆路社区、便河边社区和四季花城社区。